# بویاکووشچزنا
بویاکووشچزنا (به لهستانی:  Bujakowszczyzna) یک روستا در لهستان است که در گمینا چژه واقع شده‌است.